# Windmotor Molkwerum
De windmotor Molkwerum is een poldermolen die op grens van de Friese dorpen Molkwerum en Koudum, in de Nederlandse gemeente Súdwest-Fryslân staat.

## Beschrijving
De molen is een maalvaardige Amerikaanse windmotor, die ongeveer een halve kilometer ten zuidwesten van Koudum aan het Jan Boerskanaal staat. Hij werd in 1925 gebouwd voor de bemaling van het westelijke deel van de polder de Groote Wester Gersloot, als opvolger van een in dat jaar gesloopte traditionele poldermolen uit 1854.
De windmotor is een Herkules Metallicus, die werd gemaakt bij de Vereinigte Windturbine Werke AG in Dresden en werd geïmporteerd door de handelsmaatschappij R.S. Stokvis en Zn in Rotterdam. De molen heeft een windrad van 30 bladen met een diameter van 12 meter en behoort tot de grootste windmotoren van Friesland. 
De molen, die in 1994/1995 werd gerestaureerd door de firma Bakker uit IJlst, is eigendom van de Molenstichting Súdwest-Fryslân. De molen is aangewezen als rijksmonument en kan op afspraak worden bezichtigd.